# Rottenvik
Rottenvik est une localité du comté de Troms, en Norvège.

## Géographie
Administrativement, Rottenvik fait partie de la kommune de Lyngen.